# Kerkides
Kerkides (gr. κερκίδες)– w teatrze greckim sektory widowni w kształcie klinów, rozdzielone biegnącymi promieniście  przejściami. 
Theatron w Teatrze Dionizosa w Atenach podzielony był na trzynaście kerkides, z czego prawdopodobnie dziesięć przyporządkowano poszczególnym fylom, środkowy sektor przeznaczony był dla członków Rady i efebów, natomiast dwa skrajne dla widzów niebędących obywatelami.
W teatrze rzymskim sektory widowni nosiły nazwę cunei.